# Ipoaldosteronismo
In medicina ed endocrinologia, il termine ipoaldosteronismo si riferisce alla riduzione dei valori di aldosterone circolante. Il termine "ipoaldosteronismo isolato" viene utilizzato per descrivere bassi livelli di aldosterone senza cambiamenti corrispondenti nei livelli di cortisolo. (Entrambi gli ormoni sono prodotti dalla ghiandola surrenalica).

## Cause
Diverse possono essere le cause alla base di questa condizione, tra cui la insufficienza surrenalica primitiva, l'iperplasia congenita surrenale, e l'utilizzo di farmaci (alcuni diuretici, antinfiammatori non steroidei o FANS, e ACE inibitori).
- Deficit primario di aldosterone (rara)

1. Insufficienza surrenalica primaria
2. Iperplasia surrenale congenita (Iperplasia surrenale congenita dovuta ad un deficit di 21-idrossilasi e 11β-idrossilasi)
3. Deficit di sintesi di aldosterone sintasi

- Ipoaldosteronismo iporeninemico (a causa della diminuzione della produzione di angiotensina 2 e da disfunzioni intrasurrenaliche)[2]

1. Nefropatia diabetica la disfunzione renale più comune
2. ACE inibitori
3. FANS
4. Ciclosporina

## Trattamento
- Il deficit di Aldosterone dovrebbe essere trattato con un mineralcorticoide (come ad esempio il fludrocortisone), e possibilmente con un glucocorticoide per il deficit di cortisolo, se presente.
- L'ipoaldosteronismo iporeninemico è suscettibile di trattamento con fludrocortisone,[2] ma la coesistenza di ipertensione ed edema in questi pazienti può rivelarsi un problema, così spesso un diuretico (come un diuretico tiazidico, la bendroflumetiazide, od un diuretico dell'ansa, come la furosemide) viene utilizzato per controllare l'iperkaliemia.[3]

## Effetti
Questa condizione può portare ad iperkaliemia, che talvolta è chiamata acidosi tubulare renale tipo 4, anche se in realtà non causa acidosi. Può anche causare perdite urinarie di sodio, causando una deplezione del volume ematico ed ipotensione. Lo ione sodio viene perso con le urine, lo ione potassio viene riassorbito, e la concentrazione di potassio nel plasma aumenta.
Quando l'insufficienza surrenalica si sviluppa rapidamente, la quantità di sodio persa dal liquido extracellulare supera la quantità escreta nelle urine, indicando che evidentemente lo ione sodio penetra all'interno delle cellule. Quando la funzionalità della ghiandola pituitaria (ipofisi) posteriore è intatta, la perdita di sale supera la perdita d'acqua, e la concentrazione di sodio si abbassa drasticamente. Tuttavia, anche il volume plasmatico si riduce, con conseguente ipotensione, insufficienza circolatoria, ed infine, shock fatale. Questi cambiamenti possono essere prevenuti in parte aumentando l'assunzione di NaCl.
È stato dimostrato che i ratti sono in grado di sopravvivere indefinitamente aumentando l'apporto di sale, ma nei cani e nell'essere umano, la quantità di sale supplementare necessaria è così grande che è quasi impossibile evitare lo shock e la morte a meno che non si istituisca un adeguato trattamento con mineralcorticoidi.